# 歐直AS365海豚直升機
欧直AS365“海豚”（Eurocopter SA365/AS365 Dauphin）是由歐洲直升機公司（最初是由法國宇航公司開發）所設計製造的中型通用直升機。該直升機的軍用版是AS365N2。海豚直升机是美國海岸防衛隊、中華民國空中勤務總隊等多個國家或單位目前在使用的機型。

## 衍生型

### 民用機型

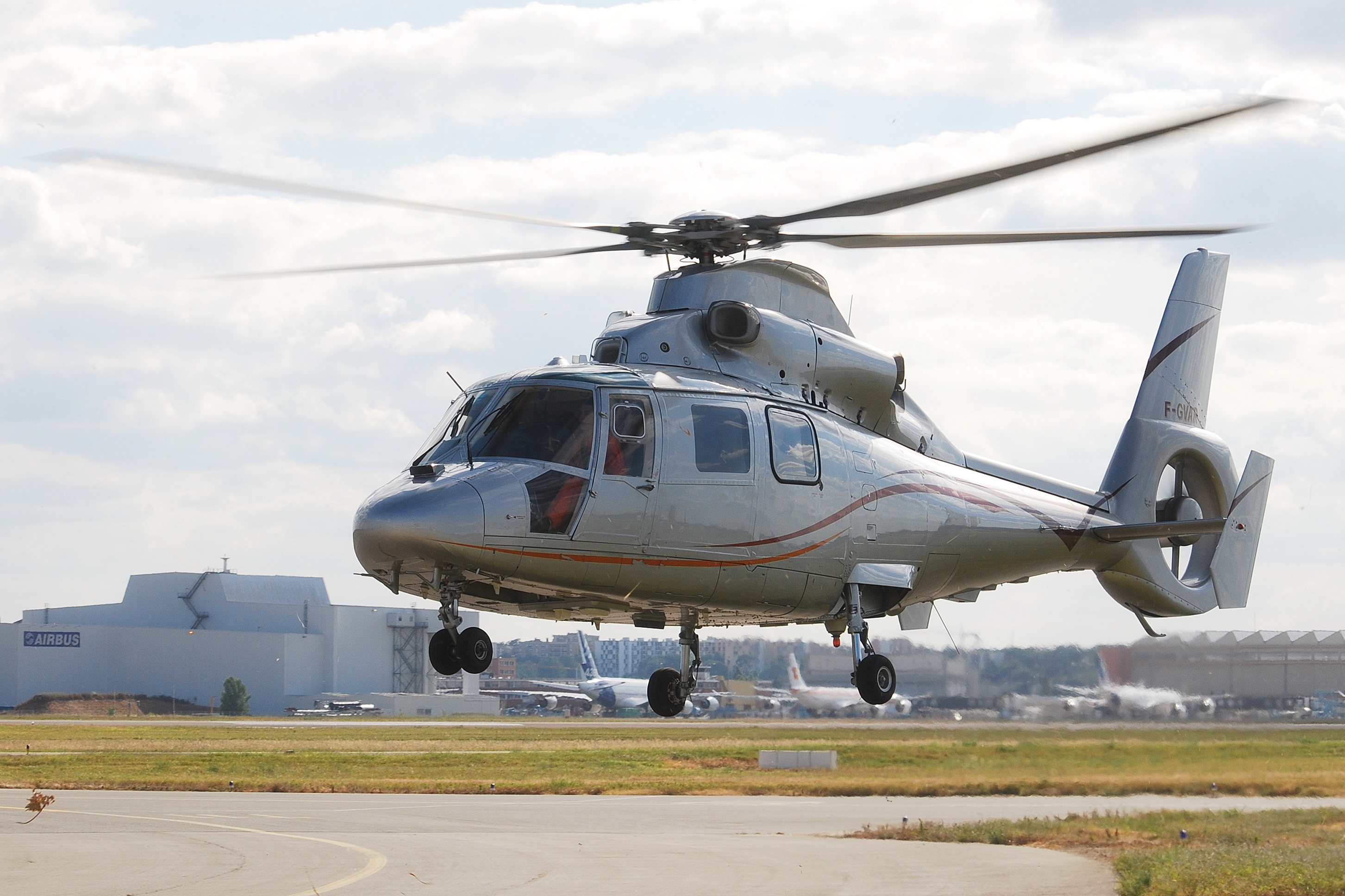
AS 365N1

SA365C
雙發動機型，1973年公開，1975年1月24日試飛。1978年開始進入量產。至1981年為止，共約生產了40架SA360s與50架SA365C/C1s。
SA365C1
SA 365C型的小幅度更改版。
AS365N（原編號SA365N）
SA365C型機的大幅改良版。1979年試飛，1982年進入生產。
AS365N1
融合許多SA366G1特點的改良版。除裝有出力較大的發動機，改進過的11葉導扇，及更大的最大重量。
AS365N2
1990年開始交機的改良版。其授權中國製造的機型稱為直-9及直-9A
AS365N3
為高海拔熱帶地區設計的機型。1998年開始生產。
AS365N4
即歐直的EC155。
AS365X
一般所熟知的DGV 200實驗機。
EC155B/B1
1997年開始試飛，其主乘員艙較EC115大約30%。

### 軍用版
AS565 Panther
MH/HH-65 Dolphin

## 規格

### 特徵
- 乘員：1至2名飛行員
- 乘客：12名乘客
- 機身長度：13.73 m（45.06英尺）
- 主迴旋翼直徑：11.94 m（39.17英尺）
- 高度：4.06 m（13.32英尺）
- 空重：2,411 kg（5,315英磅）
- 最大起飛重量：4,300 kg（9,480英磅）
- 發動機：2×Turbomeca Arriel 2C型渦輪軸發動機，838匹馬力輸出

### 性能
- 最高速度：306公里/小時
- 續航範圍：827公里
- 實用升限：5,865 m

## 用户
- 中華民國[2]
內政部警政署空中警察隊在1991年購入2架AS365N1、1993年購入5架AS365N2、1998年購入5架AS365N3，目前已損失4架。目前全機隊由內政部空勤總隊使用，主要擔任中低海拔山難及海上救援任務。
- 中国
中信海直：SA365N型[3]
- [4]
- 阿根廷[5]
- 希腊
- 科威特
- 马来西亚
- 日本
- 西班牙